# Zlaté piesky
Zlaté piesky (słow. Złote Piaski) – jezioro w Bratysławie, w dzielnicy Ružinov, wykorzystywane jako naturalne kąpielisko. Ma szerokość około 400 m i głębokość sięgającą około 30 m, na środku znajduje się niewielka zalesiona wyspa.
Okoliczne tereny stwarzają dogodne możliwości uprawiania sportu, tworząc największy kompleks rekreacyjny w Bratysławie. W pobliżu znajduje się powstałe na początku XXI wieku wielkie centrum handlowe Shopping Palace, na północnym brzegu jeziora zaś duże pole namiotowe Intercamp i kilka restauracji. Nieopodal przebiega autostrada D1. Nad jeziorem odbywają się imprezy kulturalne i muzyczne jak MTV Disco TV czy Uprising reggae festival.
28 lipca 1976 roku w wyniku błędu podczas lądowania runął do jeziora samolot czechosłowackich linii lotniczych ČSA relacji Praga-Bratysława. Zginęło 76 osób, 3 zostały ranne. Była to jedna z najtragiczniejszych katastrof lotniczych na terenie Czechosłowacji.